# Ken Duken
Ken Duken (Heidelberg, 17 april 1979) is een Duits acteur en filmregisseur. Hij speelde de rol van SS-Hauptsturmführer Siegfried Fehmer in de film Max Manus. 
Ken Duken is het derde kind van actrice Christiana Loeb. Hij is sinds 2000 getrouwd met actrice Marisa Leonie Bach en samen hebben ze een zoon. Zijn zus Annalena Duken is actrice.

## Biografie
Ken Duken werd geboren op 17 april 1979 in Heidelberg, als derde kind van film- en theateractrice Christina Loeb en een arts, en groeide op in Garmisch-Partenkirchen. Zijn oom is de acteur Michael Zittel. Duken, wiens zus Annalena Duken ook actrice is, volgde acteerlessen bij onder andere James Reynold. De acteur speelde aanvankelijk verschillende rollen in het theater, onder andere in toneelstukken als The Visit of the Old Lady, The House in Montevideo en verschillende Shakespeare-stukken. Hij maakte zijn debuut als filmacteur in 1997 in een kleine rol in de tv-thriller Blutiger Ernst naast Nadja Uhl en Daniel Brühl.
Duken speelde zijn eerste grote rol op het witte doek in 1999 aan de zijde van Franka Potente en Heiner Lauterbach in Friedemann Fromm's Schlaraffenland. In hetzelfde jaar verscheen hij in Miguel Alexandre's drama Gran Paradiso. Voor deze film, waarin hij een levensmoede rolstoelgebruiker speelt, volgde hij drie maanden rolstoeltraining. In 2003 speelde hij ook een hoofdrol in Deadly Detour van Curt Faudon. Hij vervolgde zijn filmcarrière in 2005 in de bekroonde tragikomedie Eine andere Liga van Buket Alakus.
Duken maakte deel uit van de kerncast als de jonge inspecteur Teddy Schrader in de politiefilmserie Nachtschicht van Lars Becker, die sinds 2002 door ZDF wordt geproduceerd. Hij verliet de serie na vijf afleveringen in 2008. Internationaal was hij te zien in La Fuga degli Innocenti, Im Visier des Bösen (Papa), Störtebeker, Ali Baba und die 40 Räuber en andere producties. Hij is ook bekend voor zijn rol van communistische informant in de film Karol - Ein Mann, der Papst wurde. In de herfst van 2006 verfilmde Duken Tolstoj's Oorlog en Vrede in Rusland en Litouwen onder regie van Robert Dornhelm, waarin hij de rol van Anatol Kuragin op zich nam. Het SWR-televisiespel Willkommen zuhause, waarin Ken Duken de oorlogsrepatriant Ben Winter speelt, werd half december 2007 verfilmd.
In 2008 speelde Duken de titelrol in de sprookjesfilm King Thrushbeard en kroop hij in de rol van SS-Hauptsturmführer Siegfried Fehmer, hoofd van de Gestapo in Oslo in 1945, in de historische film Max Manus over de gelijknamige Noorse verzetsstrijder. De rol van de rokkenjager Fehmer, die van de ene op de andere seconde kon veranderen in een brute beul, was een goede voorbereiding op Duken's volgende optreden in Quentin Tarantino's Inglourious Basterds (2009), waar hij een Duitse soldaat speelde. Ook in 2009 speelde Duken de voormalige minnaar van Anna Gotzlowski in de film Zweiohrküken van Til Schweiger. In de Duits-Britse tv-coproductie Laconia had Duken een hoofdrol als de Duitse onderzeebootkapitein Werner Hartenstein. In 2011 verscheen hij als Carl Benz in de ARD-televisiefilm Carl & Bertha en in de bioscoopfilm Nie mehr ohne Dich met Nicole Beharie. In de televisieproductie Das Wunder von Kärnten, die in 2013 een International Emmy Award won, speelde hij de hoofdrol van cardioloog Dr. Markus Höchstmann.
In 2013 speelde hij de hoofdrol van Viktor Voss in Frei, een productie van Bayerischer Rundfunk, een voormalige SS-Sturmbandführer die na het einde van de oorlog in 1945 op de vlucht slaat naar Argentinië, maar daar gaandeweg geconfronteerd wordt met zijn verleden.
Duken maakte zijn regiedebuut met Berlin Falling. De film vierde zijn wereldpremière op het 2017 Shanghai International Film Festival. In de tv-film Die Hexenprinzessin uit de ZDF-serie Märchenperlen speelde hij de rol van koning Goderic naast zijn vrouw als koningin Lioba.
In 2003 richtte Duken samen met onder andere Bernd Katzmarczyk en Norbert Kneißl het productiebedrijf Grand Hôtel Pictures op. In hun eerste werk From Another Point of View speelt Duken naast zijn vrouw Marisa Leonie Bach en Dominique Pinon en regisseerde hij ook de film. In 2009 zette hij zijn eigen productiereeks voort met de psychologische thriller Distanz. Naast zijn werk als acteur is Duken steeds vaker achter de camera te vinden, bijvoorbeeld als regisseur van videoclips voor Oomph! en rapper Curse.
In april 2021 nam hij samen met andere acteurs deel aan het initiatief #allesdichtmachen, dat met ironisch satirische video's commentaar gaf op de maatregelen om de COVID-19 pandemie in Duitsland in te dammen. Na kritiek trok hij zijn videobijdrage in.

## Privéleven
Sinds 2000 is hij getrouwd met collega-actrice Marisa Leonie Bach, met wie hij een zoon heeft die in 2009 werd geboren.

## Filmografie

### Bioscoopfilms
- 1999: Schlaraffenland
- 2000: Gran Paradiso
- 2000: Der Kanacke
- 2001: 100 Pro
- 2001: Das schwangere Mädchen
- 2002: Kiss and Run
- 2003: Nitschewo
- 2003: Entrusted
- 2004: Tödlicher Umweg
- 2005: Karol, un uomo diventato Papa
- 2005: Eine andere Liga
- 2008: Max Manus
- 2008: 1 1/2 Ritter - Auf der Suche nach der hinreißenden Herzelinde
- 2008: Résolution 819
- 2008: Grimm's Finest Fairy Tales: The Farmer's Daughter
- 2009: Zweiohrküken
- 2009: Inglourious Basterds
- 2009: Distanz
- 2009: Fire!
- 2010: Kajinek
- 2011: Laconia
- 2011: My Last Day Without You
- 2011: Chalet Girl
- 2011: II On the Inside
- 2011: One Last Game
- 2012: Die Männer der Emden
- 2012: Zwei Leben
- 2013: Banklady
- 2014: Northmen – A Viking Saga
- 2014: Coming In
- 2015: Frau Müller muss weg!
- 2015: Treppe aufwärts
- 2015: Max und Hélène
- 2016: Das Löwenmädchen
- 2016: Conni & Co
- 2017: Conni & Co 2 – Das Geheimnis des T-Rex
- 2017: Berlin Falling (ook regie en produktie)
- 2019: Traumfabrik

## Televisieproducties
- 1998: Julia - Kämpfe für deine Träume!
- 1998: Blutiger Ernst
- 1999: Der Bulle von Tölz - Tod eines Priesters
- 2000: Die Nacht der Engel
- 2000: Einladung zum Mord
- 2001: Rette deine Haut
- 2002: Mörderherz
- 2002: Rosa Roth - Geschlossene Gesellschaft
- 2002: Polizeiruf 110 - Braut in Schwarz
- 2003-2008: Nachtschicht - Amok (5 afleveringen)
- 2003: Imperium: Augustus
- 2003: Im Visier des Bösen
- 2004: Die schöne Braut in Schwarz
- 2004: Nachtangst
- 2004: Nachtschicht - Vatertag
- 2004: La fuga degli innocenti
- 2005: Nachtschicht - Tod im Supermarkt
- 2006: Störtebeker
- 2006: Nachtschicht - Der Ausbruch
- 2007: Ali Baba et les 40 voleurs
- 2007: War and Peace (4 afleveringen)
- 2008: Nachtschicht - Ich habe Angst
- 2008: König Drosselbart - Sechs auf einen Streich
- 2008: Il commissario De Luca
- 2009: Wilkommen zu Hause
- 2009: Flug in die Nacht - Das Unglück von Überlingen
- 2010: Der Kriminalist - Schuld und Sühne
- 2010: Pius XII
- 2011: Lisas Fluch
- 2011: Carl & Bertha
- 2011: Das Wunder von Kärnten
- 2011: Tatort - Der Weg ins Paradies
- 2011: The Sinking of the Laconia (2 afleveringen)
- 2012: Schief gewickelt
- 2012: Air Force One Is Down
- 2012: Add a Friend
- 2013: Das Adlon. Eine Familiensaga (2 afleveringen)
- 2013: Robin Hood (regie: Martin Schreier)
- 2014: Frei (regie: Bernd Fischerauer)
- 2014: Dr. Gressmann zeigt Gefühle (regie: Niki Stein)
- 2014: Polizeiruf 110 – Smoke on the Water (regie: Dominik Graf)
- 2014: Der letzte Kronzeuge – Flucht in die Alpen (televisiefilm)
- 2015: Arletty, une passion coupable (France 2) (regie: Arnaud Sélignac)
- 2016: Duell der Brüder – Die Geschichte von Adidas und Puma (regie: Oliver Domenget)
- 2016: Die Informantin (televisiefilm)
- 2016: Tatort: HAL (regie: Niki Stein)
- 2016: Tempel (6-delige dramaserie, regie: Philipp Leinemann)
- 2018: Parfum (televisieserie), regie: Philipp Kadelbach
- 2018: Die purpurnen Flüsse - Die letzte Jagd (televisieserie)
- 2019: Counterpart (televisieserie, Starz)
- 2019: Schneewittchen und der Zauber der Zwerge (televisiefilm)
- 2019: Die Informantin – Der Fall Lissabon
- 2020: The Professionals – Gefahr ist ihr Geschäft (televisieserie)
- 2020: Die Hexenprinzessin (televisiefilm)
- 2021: Die Liebe des Hans Albers (televisiefilm)
- 2021–2022: Fate: The Winx Saga (Netflixserie)
- 2021/2022: Algiers Confidential
- 2022: Les Rivières pourpres - Das jüngste Gericht (televisieserie)
- 2023: Drift: Partners in Crime

### Korte films
- 2001: Benny X (9 minuten, regie: Florian Baxmeyer)
- 2001: Feindesland (20 minuten, regie: Thomas Kretschmer)
- 2002: Hit and Run (13 minuten, regie: Thomas Sieben)
- 2003: Zur Hölle mit Dir (23 minuten, regie: Adnan Köse)
- 2003: From another point of view (15 minuten, regie: Ken Duken en Bernd Katzmarczyk; ook co-auteur en co-producent)
- 2009: Der Antrag (7 minuten, regie: Benjamin Gutsche)
- 2010: Die Beobachtung (19 minuten, regie: Roman Gonther)
- 2011: Sotto il cielo di Roma (scenario: Fabrizio Bettelli, Francesco Arlanch, regie: Christian Duguay)

### Muziekvideo's/regie
- 2003: Und was ist jetzt – Curse
- 2005: Struggle – Curse
- 2005: Gangsta Rap – Curse
- 2006: Wie weit – Nosliw
- 2006: Das letzte Streichholz – Oomph!
- 2006: Die Schlinge – Oomph
- 2008: Freiheit – Curse
- 2009: Wenn ich die Welt aus dir erschaffen könnte – Curse
- 2009: Zu lang allein – Marius Müller-Westernhagen